# 3570 Wuyeesun
3570 Wuyeesun (1979 XO) là một tiểu hành tinh vành đai chính.